# Kinetoskop

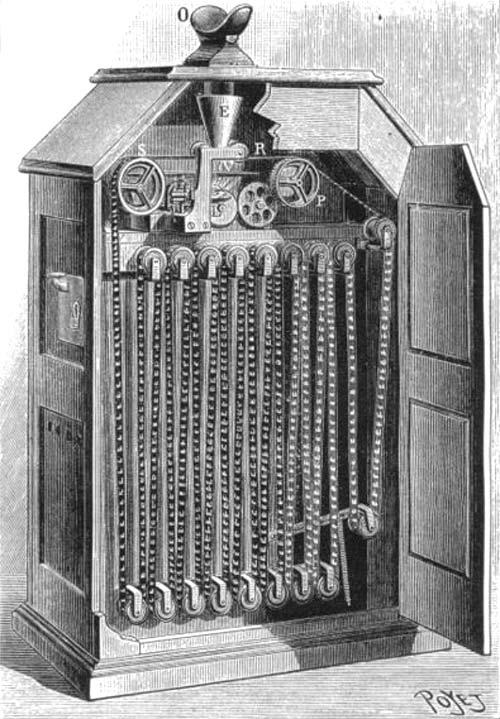
Innenansicht des Kinetoskops

Das Kinetoskop (von altgriechisch κίνησις kínēsis, deutsch ‚Bewegen, Bewegung‘ und σκοπεῖν skopein, deutsch ‚betrachten‘) ist der erste Filmbetrachter und wurde 1891–92 von William K. L. Dickson, Chefingenieur des von Thomas Alva Edison betriebenem Labors in Menlo Park, entwickelt.

## Funktionsweise
In diesem Guckkasten wurde ein längs gespaltener 2¾-Zoll-Zelluloidfilm, also 1⅜ Zoll breiter Film, in einer bis eine Chain (= 66 Fuß, was ca. 20,12 m entspricht) langen Endlosschleife genau einem Betrachter vorgeführt, der dazu durch ein Okular (Schauspalte) zu blicken hatte. Der Filmstreifen wurde per Elektromotor in Bewegung gesetzt. Um die Filme aufzeichnen zu können, wurde der ebenfalls von Dickson entwickelte Kinetograph eingesetzt. Während der Kinetograph einen Ratschenmechanismus besitzt, rollt der Film im Kinetoskop kontinuierlich. Eine mit Schlitzen versehene Umlaufblende gibt jeweils für sehr kurze Dauer das Licht einer Glühlampe unter dem Film frei. Man blickte auf ein durchscheinendes, nicht klardurchsichtiges Filmpositiv vor der Lichtquelle. Im eigens für das Projekt errichteten „Studio“, der Black Maria, wurde in Sonnenauflicht vor Dachpappe gedreht. Entsprechend heben die Akteure der Edison’schen Filme sich von schwarzem Hintergrund ab. Eine eigentümliche Plastik unterscheidet diese Bilder von anderen.

## Geschichte

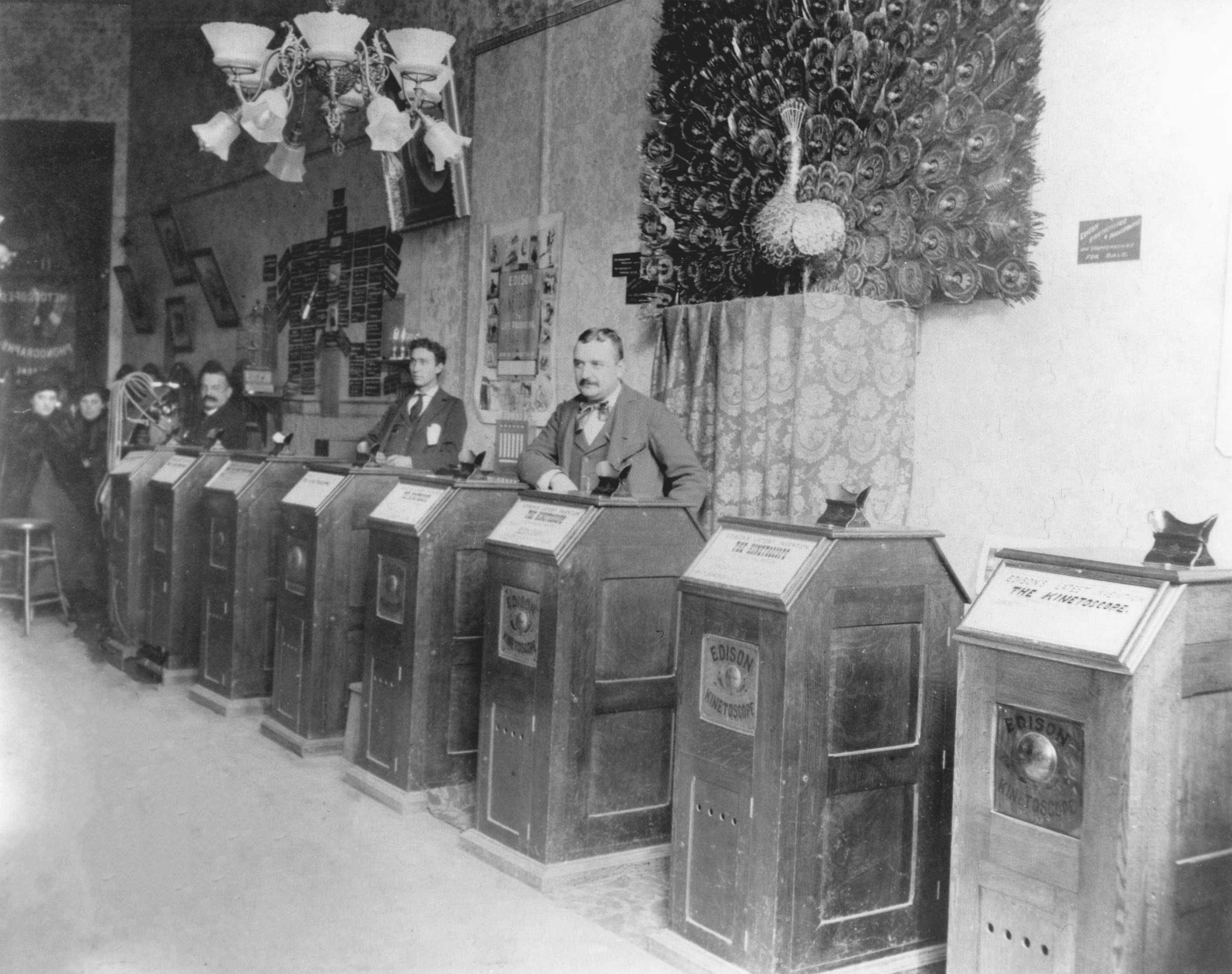
Kinetoskop-Salon in San Francisco

Das Edison’sche Kinetoskop wurde erstmals während der Weltausstellung von 1893 in Chicago präsentiert. Angelehnt an die Jukebox-Vorläufer phonograph parlors begann im folgenden Jahr mit der Einrichtung von kinetoscope parlors die kommerzielle Nutzung des Kinetoskops. Am 14. April 1894 wurde am New Yorker Broadway ein erster dieser Kinetoskop-Salons eröffnet. Er war mit zehn dieser Schaukästen ausgestattet, in denen jeweils ein anderer Film aus der Produktion der Edison Manufacturing Company, darunter die Blacksmith Scene, zu sehen war. Gegen einen Eintrittspreis von 25 Cent konnten Besucher dieses Kino-Vorläufers fünf Kinetoskope nutzen. Wenig später wurden in Chicago und San Francisco weitere Kinetoskop-Salons eröffnet, bevor weitere Städte in den Vereinigten Staaten und Europa folgten.

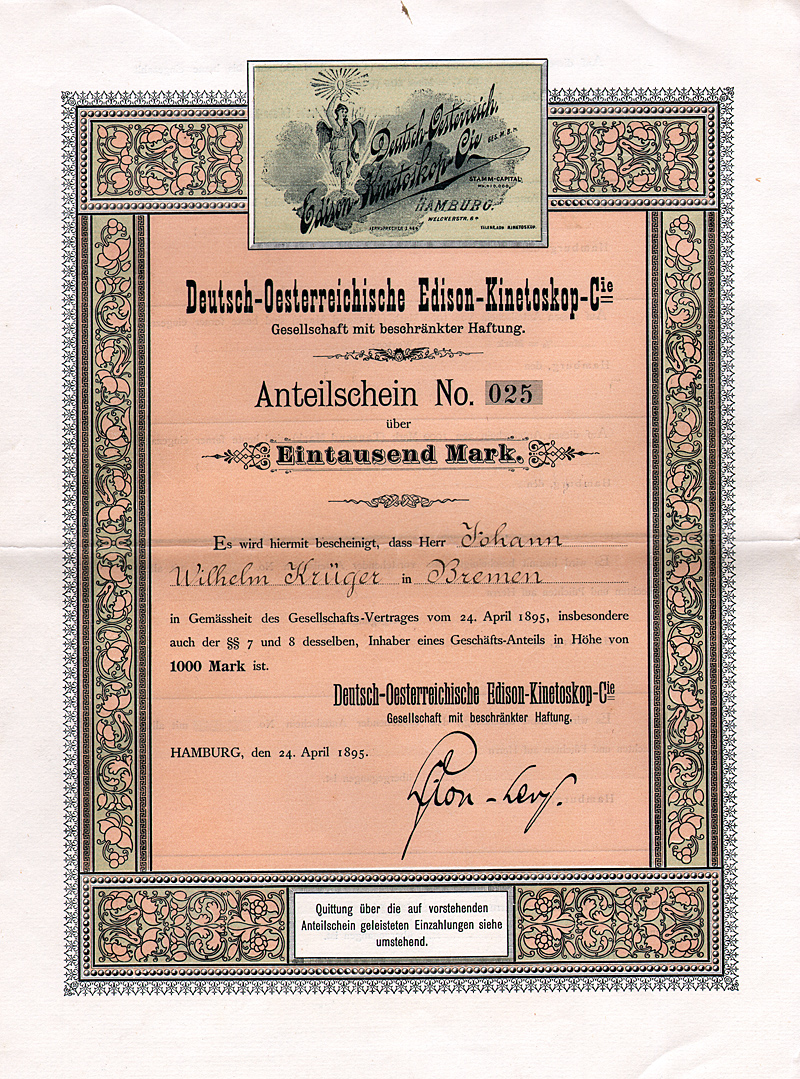
Anteilschein über 1000 Mark der Deutsch-Oesterreichischen Edison-Kinetoskop-Cie vom 24. April 1895

1895 gründete der Kölner Schokoladenproduzent Ludwig Stollwerck gemeinsam mit seinem Geschäftsfreund Thomas Alva Edison die „Deutsch Oesterreichische Edison Kinetoskope Compagnie“ und präsentierte kurz darauf in Deutschland die ersten Kurzfilme der Welt.
Edison stattete sein Kinetoskop auch mit einem Phonographen aus, der passende Laute zu den bewegten Bildern abspielte, beispielsweise den Gesang. Das auf diese Weise zusammengesetzte Gerät nannte man Kinetograph (manchmal auch als Begriff für das Aufzeichnungsgerät der Bilder des Kinetoskopen benutzt).

## Filme
Zu den für das Kinetoskop produzierten Filmen zählen:
- Carmencita, 25 Sekunden
- Dickson Greeting
- Fred Ott’s Sneeze

## Zeittafel
- ab 1600: Daumenkino – Abblätterbuch mit Einzelbildern
- ab 1671: Laterna magica – Zauberlaterne: frühes Gerät zur Bildprojektion
- ab 1825: Thaumatrop – Wunderscheibe mit zwei Fäden
- ab 1830: Phenakistiskop – Phantaskop, Wunderrad oder Lebensrad
- ab 1832: Stroboskop – Zauberscheiben: Blitzgerät
- ab 1834: Zoetrop – Wundertrommel mit Schlitzen
- ab 1861: Mutoskop – Stereoanimationsblätterer per Stroboskop
- ab 1877: Praxinoskop – Elektrischer Schnellseher mittels Spiegelanordnung
- ab 1879: Zoopraxiskop – Projektionsgerät für chronofotografisch erzeugte Reihenbilder
- ab 1880: Kaiserpanorama – populäres Massenmedium mit stereoskopischen Bilderserien
- ab 1886: Elektrotachyscop – Projektionsgerät für Reihenbilder
- ab 1891: Kinetoskop – erster Filmbetrachter